# Los Caballeros
Mariachi Los Caballeros prvi je hrvatski sastav koji izvodi tradicionalnu meksičku glazbu. 

## Povijest sastava
Prvi puta javno nastupaju u travnju 1998. godine. Nakon izdavanja prvog albuma "Fiesta Mexicana", niz zapaženih nastupa okrunili su uspješnim sudjelovanjem 2000. godine na 7. međunarodnom Mariachi i Charrería susretu u Guadalajari, Meksiko. Los Caballeros neprekidno nastupaju u Zagrebu i diljem Hrvatske, ali i izvan njezinih granica.
Godine 2002. snimaju svoj drugi album naslovljen "Colección Bailable". Iste godine, u rujnu,  nastupili su na 9. godišnjem međunarodnom mariachi festivalu u Guadalajari. Njihovo izvođenje pjesme "La Fiesta del Mariachi" zabilježeno je i prikazano 2003. godine u specijalnoj emisiji o tome festivalu, Mariachi: The Spirit of Mexico, koju je napravila američka televizija PBS čiji je producent i redatelj bio Leo Eaton a domaćin i pripovjedač s posebnim nastupom, Plácido Domingo. Na Valentinovo 2005. godine priređuju koncert u zagrebačkoj Koncertnoj dvorani Vatroslava Lisinskog. Tom prigodom snimaju koncert te, nedugo zatim, pod vlastitom izdavačkom etiketom Loco Artis, izdaju CD album "En Vivo".

## Sastav
- Ivan Androić "Deda" - vihuela,
- Milko Jovetić - gitaron,
- Adrijan Humaan - gitara,
- Hrvoje Cicvarić "Micko" - gitara,
- Leonel Salazar vihuela,
- Krešimir Fabijanić - truba,
- Ivan Kušelj "Zeko" - truba,
- Franjo Vinković - truba,
- Zvonimir Lazar - truba,
- Petar Haluza - violina,
- Damir Matić - violina,
- Tomislav Vitković - violina,
- Ivan Zovko - violina,
- Luka Magdalenić - violina.

## Diskografija
- "Fiesta Mexicana" (1999.)
- "Colección Bailable" (2002.)
- "En Vivo" (2006.)

## Sinkronizacija
- "Rango" (2011.)

## Vanjske poveznice
- [neaktivna poveznica]
- (engl.) Mariachi: The Spirit of Mexico  Arhivirana inačica izvorne stranice od 28. rujna 2017. (Wayback Machine), pbs.org (13:37 - 16:07 min., Los Caballeros izvode pjesmu "La Fiesta del Mariachi")